# Allium minus
Allium minus — вид рослин з родини амарилісових (Amaryllidaceae); ендемік Кореї.

## Опис
Кореневища добре розвинені та витягнуті, косі та гіллясті, довжиною 4,3–8,6 мм. Цибулини скупчені, циліндрично-конічні, без цибулинок, діаметром 4,3–8,6 мм; оболонка біла. Листків 5–7, лінійні, плоскі, м'ясисті, довжиною 11,4–24,5 см, шириною 2,8–4,5 мм, верхівки від тупих до округлих. Стеблина не струнка, довжиною 11,7–20,5 см, шириною 1,5–1,6 мм. Суцвіття зонтикоподібні, півкулясті, висотою 15–25,4 мм, шириною 25–33 мм, без цибулинок, 32–85 квіткові. Оцвітина блідо-рожева; внутрішні листочки довші, ніж зовнішні. Пиляки еліптичні, червонуваті. Коробочка серцеподібна, трикутна, довжиною 3,5–3,7 мм, шириною 3,6–4 мм. Насіння овальне, довжиною 2–2,2 мм, шириною 1,3–1,5 мм. 2n=4x=16. Цвіте з травня по липень.

## Поширення
Ендемічний для центральної Кореї. Це дуже рідкісний вид у природі але його широко культивують як їстівну рослину, головним чином в Провінції Кьонгі.
Населяє помірно вологі ліси і сухі схили.